# Lengschen
Lengschen, 1938 bis 1945: Moorwiese, litauisch Lenkčiai, ist ein verlassener Ort im Rajon Krasnosnamensk der russischen Oblast Kaliningrad.
Die Ortsstelle befindet sich sechs Kilometer östlich von Dobrowolsk (Pillkallen/Schloßberg) am Rande eines Moores, das bis 1938 Die Panebalis und von 1938 bis 1945 Torfkuhle hieß, woraus die durch die ehemalige Gemeinde fließende Poddubnaja (dt. Padaduppe, 1938 bis 1945: Bruche) entspringt.

## Geschichte

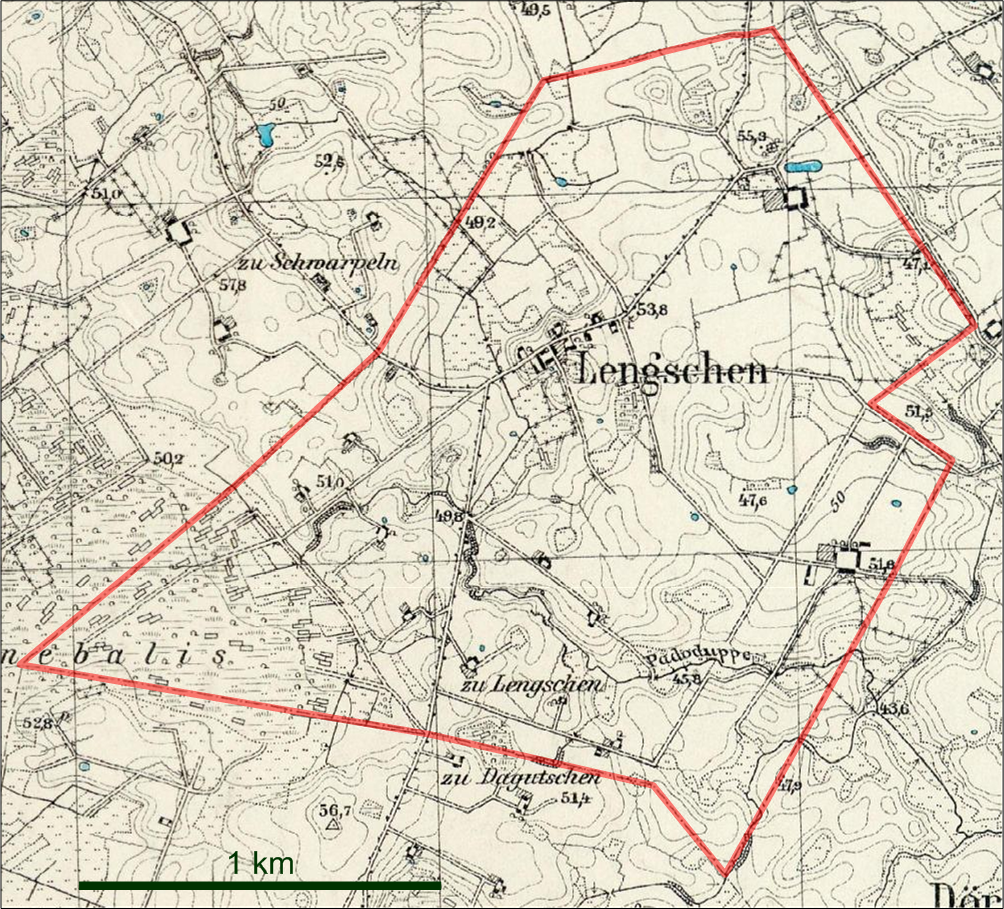
Die Landgemeinde Lengschen auf einem Messtischblatt von 1931

Um 1780 war Groß Lengtschen ein königliches Bauerndorf. Daneben gab es noch das Erbfreigut Klein Lengtschen, das später mit in den nun Lengschen genannten Ort einbezogen wurde. 1874 wurde die Landgemeinde Lengschen in den neu gebildeten Amtsbezirk Willuhnen im Kreis Pillkallen eingegliedert. 1938 wurde Lengschen in Moorwiese umbenannt. 1945 kam der Ort in Folge des Zweiten Weltkrieges mit dem nördlichen Ostpreußen zur Sowjetunion. Einen russischen Namen erhielt er nicht mehr.

### Einwohnerentwicklung
| Jahr | Einwohner |                                                       |
| ---- | --------- | ----------------------------------------------------- |
| 1867 | 100       |                                                       |
| 1871 | 89        | davon in Grosslengschen 82, im Abbau Kleinlengschen 7 |
| 1885 | 123       | davon in Klein Lengschen 10                           |
| 1905 | 119       |                                                       |
| 1910 | 121       |                                                       |
| 1933 | 126       |                                                       |
| 1939 | 107       |                                                       |

## Kirche
Lengschen/Moorwiese gehörte zum evangelischen Kirchspiel Willuhnen.